# Vincent-Marie Strambi
Vincent-Marie Strambi (1745-1824), religieux passionniste, est un évêque de Macerata et Tolentino dans la province des Marches dans les États pontificaux de 1801 à 1823, ainsi que conseiller et confesseur du pape Léon XII.

## Enfance - Études
Vincent-Marie naquit le 1er janvier 1745 à Civitavecchia, d'un père pharmacien d'une grande piété. Il resta enfant unique.
Ses humanités terminées, il se rendit à Rome pour y poursuivre des études de théologie, en vue du sacerdoce, contre l'avis de son père qui aurait préféré le voir marié. Mais, offrant à ce dernier une statue de la Sainte Vierge, il lui répondit qu'elle seule était son élue.

## Les Passionnistes
Après avoir été ordonné sous-diacre, puis diacre, Vincent-Marie, avant son ordination sacerdotale, fit une retraite sous la direction de Saint Paul de la Croix, fondateur des Passionistes. Bouleversé par l'exemple de cet austère mystique, dont il écrira plus tard la biographie, il souhaita entrer dans la nouvelle congrégation.
À l'âge de vingt-deux ans, après avoir été ordonné prêtre, il rejoignit les Passionistes, dont il devait devenir un des éléments les plus influents. L'évêque de Montefiascone le nomma recteur du séminaire de Bagnorea, et après un an de prêtrise seulement, il fut nommé pour prêcher le Carême dans l'une des paroisses de la ville.

## Fonctions sacerdotales et épiscopales
Tandis que Vincent-Marie Strambi accomplissait de multiples tâches pastorales, en 1801, alors qu'il était chargé du rectorat du couvent des Saints Jean et Paul, le pape Pie VII le nomma évêque de Macerata et Tolentino.
En 1808, Napoléon envahit les États pontificaux et imposa au clergé un serment de fidélité que le pape Pie VII réprouva. Fidèle à la volonté du Saint Père, Vincent-Marie Strambi refusa de prêter serment. Il fut alors déporté dans la Haute-Italie, pendant cinq ans. Son exil s'acheva en 1814, après que le pape eut été libéré de sa captivité à Fontainebleau.
Jamais, durant ses lourdes missions épiscopales, au milieu des difficultés religieuses de l'époque, Vincent-Marie Strambi ne renonça à l'austérité enseignée par son maître passioniste. Avant chaque homélie, il priait le Christ en croix en disant : « un prédicateur qui est pénétré de la science de la croix est en mesure de faire frémir l'enfer tout entier ».

## Conseiller du souverain pontife
En 1823, alors qu'il allait sur ses quatre-vingts ans, Vincent-Marie Strambi, fut déchargé de ses fonctions épiscopales. Sur la demande de Léon XII qui désirait l'avoir auprès de lui, il vint habiter un appartement au palais du Quirinal, la résidence des papes à cette époque. Il devait être affecté ensuite à l'église des Saints-Jean-et-Paul.
Le pape, dont Vincent-Marie était l'intime conseiller et le confesseur, tomba malade à Noël 1823, et le fit appeler pour recevoir de ses mains les derniers sacrements. Vincent-Marie pria pour offrir sa vie à Dieu en échange de celle du souverain pontife. Il révéla à ce dernier qu'il n'allait pas mourir maintenant, mais seulement  cinq ans plus tard.
Le 1er janvier 1824, jour de son anniversaire, Vincent-Marie Strambi expirait, victime d'une crise d'apoplexie. Il fut enterré dans l'église des Passionistes à Rome.

## Béatification et canonisation
- Le pape Pie XI le béatifia le 26 avril 1925.
- Sa canonisation eut lieu le 11 juin 1950 par Pie XII.